# Lhasa apso
De lhasa apso is een langharig hondenras uit Tibet.

## Geschiedenis
Omdat de lhasa apso veel haar heeft over het gehele lichaam en omdat de staart, die hoog over de rug wordt gedragen, ook veel beharing heeft, wordt hij ook wel de hond met de twee hoofden genoemd. De lhasa apso is een oosters hondenras oorspronkelijk afkomstig uit Tibet en men denkt dat het circa 2000 jaar oud is. In deze streek werd de lhasa apso tevens als politiehond gebruikt, dit doordat de hond goed tegen de kou bestand is en bovendien fel reageert tegenover vreemdelingen.
Het ras wordt in vergelijking met andere hondenrassen op relatief kleine schaal gefokt in Nederland en België. De totale wereldpopulatie lhasa apso's bleef de laatste 30 jaar (stand 2006) constant. Het ras is op de meeste hondententoonstellingen regelmatig te bewonderen. De geschiedenis van het ras in Nederland begon met wijlen Mevr. Annigje Schneider-Louter, zij haalde de eerste honden uit Engeland en België.

## Kenmerken
Een lhasa apso is een vriendelijke hond. Hij is afstandelijk tegen vreemden. Een lhasa apso heeft één baasje, anderen gedoogt hij. Het is ook een hond die weinig blaft en geen haren verliest. Het is een waakse hond.
Karaktereigenschappen zijn onder meer nieuwsgierig, intelligent, eigenwijs en loyaal. Een lhasa apso zal zijn baasje altijd in de gaten houden.

## Uiterlijk
De lhasa apso heeft een lange harde beharing, die bij een goede vacht niet gauw klit (in de war raakt). Eén keer per week borstelen volstaat als de lhasa apso een goede vacht heeft, heeft de lhasa apso echter een wollige of zijdeachtige beharing dan zal deze wel klitten. De lhasa apso mag alle kleuren hebben behalve de leverkleur, met daarbij een goed ontwikkeld zwart pigment, dus zwarte neus, lippen en oogleden. Het is een kleine hond met een schofthoogte van iets meer dan 25 cm. De hond heeft een goed ontwikkeld lichaam, is compact van bouw en heeft een prima conditie. De neuslengte is een derde van de totale schedellengte. Men noemt dit een gestrekt hoofd.

## Kleuren
De voorkomende kleuren zijn: goud, zandkleur, honingkleur, donkergrijs, leikleurig, rookkleurig, twee- of meerkleurig (wordt ook wel bonte en parti-color genoemd), zwart, wit en bruin. Alle kleuren zijn gelijkwaardig. Lang geleden hadden de leeuwkleurige lhasa apso's de voorkeur.

## Grootte
De ideale hoogte van 25,4 cm is een richtlijn, het is ook geen minimum of maximum. De keurmeesters en fokkers moeten het ideaal zoals in de standaard staat omschreven nastreven en benaderen. Het totaalbeeld en de balans bij de lhasa apso staat voorop samen met de maat als raspunt. 